# Ismail Ahmed Kadar Hassan
Ismail Ahmed Kadar Hassan, noto semplicemente come Kadar Hassan (Lilla, 23 maggio 1987), è un ex calciatore francese naturalizzato gibutiano, di ruolo centrocampista.

## Carriera

### Club
Gioca dal 2005 al 2006 al Lilla 2. Nel 2006 passa al Lesquin. Nel 2008 si trasferisce al DAC Dunajská Streda. Nel gennaio del 2012 passa all'ASO Chlef, in Algeria. Nell'estate del 2012 viene acquistato dal Černomorec Burgas. Nel gennaio del 2013 passa all'Hammam Lif. Nell'estate del 2013 viene acquistato dall'Épinal. Nell'estate del 2015 passa al Petrolul Ploiești, ma il successivo 28 agosto rescinde il contratto. Il 15 gennaio 2016 viene ingaggiato a parametro zero dal Villefranche. Nell'estate del 2016 si trasferisce al Calais.

### Nazionale
Debutta in nazionale nel 2008.